# Cle Elum (Washington)
Cle Elum es una ciudad ubicada en el condado de Kittitas en el estado estadounidense de Washington. En el año 2000 tenía una población de 1.870 habitantes y una densidad poblacional de 456,7 personas por km².

## Geografía
Cle Elum se encuentra ubicada en las coordenadas 47°13′6″N 120°57′46″O / 47.21833, -120.96278.

## Demografía
Según la Oficina del Censo en 2000 los ingresos medios por hogar en la localidad eran de $28.144, y los ingresos medios por familia eran $39.000. Los hombres tenían unos ingresos medios de $32.750 frente a los $26.645 para las mujeres. La renta per cápita para la localidad era de $16.620. Alrededor del 20,8% de la población estaban por debajo del umbral de pobreza.